# 曼塔羅河
曼塔羅河（西班牙語：Río Mantaro）是秘魯中部的河流，發源自海拔4,080米的胡寧湖，與阿普里馬克河匯流成為埃納河，屬於亞馬遜盆地。
10°55′17″S 76°16′43″W / 10.9214°S 76.2786°W